# Hispar Muztagh
Das Hispar Muztagh ist ein Gebirgszug im Karakorum in der pakistanischen autonomen Region Gilgit-Baltistan, den früheren Northern Areas. Es ist Teil der Karakorum-Hauptkette, die als Muztagh bezeichnet wird. Das Hispar Muztagh ist nach dem Baltoro Muztagh das zweithöchste Teilgebirge des Karakorum. Es enthält zahlreiche hohe „Siebentausender“. Der Distaghil Sar erreicht als höchster Berg der Kette eine Höhe von 7885 m und wird damit im Karakorum nur vom K2 und den höchsten Bergen der Gasherbrum-Gruppe überragt.

## Lage
Das Hispar Muztagh liegt in nordwestlichen Teil des Karakorums. Es verläuft von Westnordwest nach Ostsüdost vom Hunzatal bis zum Firnbecken des Biafogletschers (Snow Lake) und dem Khurdopin-Gletscher und hat eine Ausdehnung von etwa 70 Kilometern. Im Süden grenzt es an den Hispar-Gletscher und das Tal des Hispar-Flusses. Im Norden wird die Bergkette durch das Shimshal-Tal begrenzt. Shimshal- und Hispartal verlaufen im Abstand von etwa 35 Kilometern in etwa parallel und entwässern nach Westen zum Hunza-Tal. Die Bedeutung des Hispar Muztagh als Wasserscheide ist damit gering.
Im Westen des Hunza-Tals, das durch den Karakorum Highway erschlossen wird, liegt das Batura Muztagh. Östlich des Khurdopin-Pass, dem Übergang zwischen Snow Lake und Khurdopin-Gletscher, liegt das Virjerab Muztagh. Im Süden und Norden grenzt das Hispar Muztagh an die Ketten des Kleinen Karakorums: Südlich des westlichen Hispar-Tals liegen die Rakaposhi-Haramosh-Berge, weiter östlich im Süden des Hispar-Gletschers folgen die Spantik-Sosbun-Berge. Nördlich des Shimshal-Tals liegen als nördlichste Kette des Karakorums die Ghujerab-Berge.

## Berge des Hispar Muztagh
Die höchsten Berge des Hispar Muztagh:
| Rang | im Karakorum | in Asien | Berg/Gipfel                        | Höhe   | Scharten- höhe in m | Bezug              | Gruppe                |
| ---- | ------------ | -------- | ---------------------------------- | ------ | ------------------- | ------------------ | --------------------- |
| 1.   | 6.           | 19.      | Distaghil Sar                      | 7885 m | 2525                | K2                 | Distaghil Gruppe      |
| 2.   | 7.           | 21.      | Kunyang Chhish                     | 7852 m | 1765                | Distaghil Sar      | Kunyang Gruppe        |
| 3.   | 11.          | 28.      | Kanjut Sar                         | 7760 m | 1660                | Kunyang Chhish     | Kanjut Gruppe         |
| 4.   | 16.          | 39.      | Trivor                             | 7577 m | 997                 | Distaghil Sar      | Distaghil Gruppe      |
| 5.   | 18.          | 45.      | Yukshin Gardan Sar                 | 7530 m | 1374                | Kunyang Chhish     | Yukshin Garden Gruppe |
| 6.   | 22.          | 53.      | Pumari Chhish                      | 7492 m | 884                 | Kunyang Chhish     | Kunyang Gruppe        |
| 7.   | 35.          | 75.      | Momhil Sar                         | 7343 m | 907                 | Trivor             | Momhil Gruppe         |
| 8.   | 36.          | 77.      | Yutmaru Sar                        | 7330 m | 680                 | Yukshin Gardan Sar | Yukshin Garden Gruppe |
| 9.   | 46.          | 101.     | Malangutti Sar                     | 7207 m | 507                 | Distaghil Sar      | Malangutti Gruppe     |
| 10.  | 48.          | 106.     | Lupghar Sar                        | 7200 m | 730                 | Momhil Sar         | Momhil Gruppe         |
| 11.  | 53.          | 125.     | Bularung Sar                       | 7134 m | 514                 | Trivor             | Distaghil Gruppe      |
| 12.  | 55.          | 132.     | Kunyang Chhish Nord                | 7108 m | 517                 | Kunyang Chhish     | Kunyang Gruppe        |
| 13.  |              | 261.     | Kanjut Sar II                      | 6831 m | 1031                | Kanjut Sar I       | Kanjut Gruppe         |
| 14.  |              | 275.     | West Yukshin Gardan Sar (P. ~6820) | 6820 m | 578                 | Yukshin Gardan Sar | Yukshin Garden Gruppe |